# Gertrude Starink
Gertrude Starink (Breda, 30 september 1947 – St. Ives (Cornwall), 9 juli 2002) (geboortenaam Ruth Smulders, pseudoniem rond 1970 Ruth Sabatier) was een Nederlands dichteres en vertaalster. Ook was ze freelance medewerkster literaire radioprogramma's bij KRO-radio.

## Haar werk
Starink publiceerde in twintig jaar vijf dichtbundels met vijfenzeventig "passages". Deze passages bestaan telkens uit een of meer gedichten. Alle bundels dragen als titel De weg naar Egypte. De ondertitels zijn respectievelijk "Twintig Passages 1970-1977", "Zeventien Passages 1977-1985", "Een Passage 1985-1993", "Zeventien Passages 1993-1999" en "Twintig Passages 1999". Piet Keijsers die een dissertatie schreef over de gedichten van Starink, wijst erop dat de vijf bundels samen naar de vorm volkomen symmetrisch zijn gecomponeerd, dat wil zeggen het eerste gedicht van de eerste bundel en het laatste gedicht van de vijfde bundel komen formeel overeen, evenzo het tweede gedicht van de eerste bundel en het voorlaatste gedicht van de vijfde bundel, enzovoorts, tot aan de middelste twee gedichten van de derde bundel die de symmetrie doorbreken. Deze bouw impliceert dat de derde bundel beschouwd kan worden als "de kleine symmetrie". De grote symmetrie van de vijf bundels was niet oorspronkelijk gepland, maar deed zich al schrijvende aan de dichteres voor.
Voorafgaand aan de vijf bundels publiceerde Starink in eigen beheer onder het pseudoniem ruth sabatier in 1971 een bundeltje met de titel de weg naar egipte (alles met kleine letters). Ruth verwees waarschijnlijk naar haar geboortenaam Ruth Smulders en Sabatier zou kunnen verwijzen naar een minnares van Baudelaire. Het bundeltje bevat zestien gedichten uit 1970 en 1971. Er is nog geen sprake van "passages", maar er zijn wel diverse inhoudelijke overeenkomsten met de latere vijf bundels.
Haar gedichten zijn uitgegeven bij Athenaeum-Polak & Van Gennep in Amsterdam tussen 1980 en 2000. Van de eerste bundel verscheen een tweede druk in 1993. Tien jaar na haar dood is het werk in 2012 in één deel heruitgegeven door Het Balanseer in Aalst. In deze laatste editie zijn de passages doorgeteld, waardoor de eenheid van het werk wordt benadrukt.

## Kritiek
De recensenten van haar bundels vonden haar gedichten boeiend, maar ook moeilijk te begrijpen. De lezer wordt geconfronteerd met problemen die voor een groot deel dezelfde zijn als bij andere moderne poëzie. De botsing echter tussen de strenge formele opbouw van de bundels en de ongrijpbaarheid van de verhalend lijkende inhoud, is typisch voor Starink. De voorspelbare regelmaat van de vorm wekt verwachtingen ten aanzien van de inhoud en steeds weer worden die verwachtingen gelogenstraft. Telkens weer blijkt essentiële informatie te ontbreken. De onbepaaldheid die daardoor ontstaat kan worden samengevat met "gemis", een term die de dichteres in de vierde bundel zelf ook gebruikt (negende passage). Keijsers pleit ervoor de bundels als een beredeneerde schilderijententoonstelling te lezen. Elk gedicht is als het ware een schilderij; men kan de voorgestelde volgorde van de tentoonstelling aanhouden, maar men kan ook vooruitlopen en terug.
Willem Jan Otten merkte eens op "(...) dat ze met taal in de weer is zoals een kind met haar pop speelt. Na Starinks dood in 2002 schreef Gerrit Komrij in het NRC Handelsblad: "[Ze was] in de verkeerde tak van kunst verdwaald omdat ze haar hadden wijsgemaakt dat ze kon dichten." Daarop betichtte Anneke Brassinga Komrij ervan met platvloerse klompen op iemands graf te dansen.

## Eerbetoon
Voor de derde bundel ontving Starink in 1996 de Herman Gorterprijs. Volgens het juryrapport bevat de bundel hoog intrigerende poëzie, die is gesteld in een klassieke poëtische taal en stijl.
De vijfde bundel werd in 2001 genomineerd voor de VSB Poëzieprijs.
In 2011 werd ze op Poetry International geëerd met een aan haar gewijd programma.

## Huwelijk en overlijden
Gertrude Starink trouwde in 1977 met Jan Starink (1927-2014), die haar leraar Nederlands was op de middelbare school en die later vele literaire activiteiten ontplooide, onder meer voor de KRO-radio. Gertrude en Jan Starink woonden vanaf 1985 tot haar dood in St. Ives, Cornwall, waar ze een kleine antiquarische boekhandel, The Mirror and the Lamp. Pictures and Poetry, hadden. Gertrude Starink maakte er ook beeldend werk (collages).
Samen met Jan Starink vertaalde ze het 18e-eeuwse The Life and Opinions of Tristram Shandy Gentleman van Laurence Sterne.
Na een langdurige ziekte overleed Starink in 2002. Zij is in het dorpje Phillack, aan de andere kant van de St. Ives Bay, begraven. Jan Starink keerde terug naar Nederland en overleed op 18 juni 2014 in Den Bosch.
- Bibliothèque nationale de France: cb13534967s (data)
- Biografisch Portaal: 16030725
- Digitale Bibliotheek voor de Nederlandse Letteren: star005
- International Standard Name Identifier: 0000 0000 5472 2341
- Library of Congress Control Number: nr94003619
- Nederlandse Thesaurus van Auteursnamen: 067708005
- Virtual International Authority File: 66627442
- WorldCat: E39PBJwmXJRrxWP9KwJCwvtYfq